# (33749) 1999 QO
1999 QO (asteroide 33749) é um asteroide da cintura principal. Possui uma excentricidade de 0.07418380 e uma inclinação de 7.67682º.
Este asteroide foi descoberto no dia 19 de agosto de 1999 por Petr Pravec em Ondřejov.